# シャーロット・コロシアム
シャーロット・コロシアムはノースカロライナ州シャーロットにあった屋内アリーナ。

## 概要
1988年8月に完成。NBAのシャーロット・ボブキャッツの本拠地であり、周辺にはシャーロットコンベンションセンターなどがあり、1994年にはNCAA男子バスケットボールトーナメントのファイナルフォー、1991年のNBAオールスターゲーム、2003年のWWEジャッジメント・デイなどが開催された。しかし2005年に完成したタイム・ワーナー・ケーブル・アリーナの完成で、同年10月に閉鎖された。2007年6月3日に爆破解体した。